# Грамерсі (Манхеттен)
Грамерсі-парк (англ. Gramercy Park) — це назва невеликого огородженого приватного парку та навколишнього району, який також називають Грамерсі на Мангеттені в Нью-Йорку.
Парк площею приблизно 0,8 га, розташований в історичному районі парку Грамерсі, є одним із двох приватних парків у Нью-Йорку, інший — парк Саннісайд-Гарденс у Квінсі — а також один із трьох у штаті.
Тротуари вулиць навколо Парку є популярним маршрутом для бігу, прогулянок і вигулу собак.
Район здебільшого розташований у районі 6 Манхеттена, невелика частина — у районі 5. Це, як правило, сприймається як тихий і безпечний район.